# Померанцева, Татьяна Дмитриевна
Татьяна Дмитриевна Померанцева (1 июля 1939, Москва, СССР — 26 января 2019, Москва, Россия) — советский и российский художник-мультипликатор, среди её работ «Бременские музыканты», «Кот в сапогах», «Василиса Прекрасная», «Дед Мороз и серый волк», «Котёнок по имени Гав» и многие другие.

## Биография
Родилась в Москве. Дочь художника-мультипликатора Хлудовой Елены Николаевны и режиссёра со студии «Научпопфильм» Померанцева Дмитрия Дмитриевича. Внучка Костарева  Николая Анатольевича. Была замужем за Олегом Александровичем Сафроновым, родила 3 дочерей: Анастасию, Ольгу и Екатерину.
1958—1994 гг. работала в киностудии «Союзмультфильм».
В 1986 году присвоена категория художника-мультипликатора.
Татьяна Померанцева умерла 26 января 2019 года в возрасте 79 лет.

## Фильмография

### Художник-мультипликатор
- «Дикие лебеди» (1962)
- «Шутки» (1963)
- «Можно и Нельзя» (1964)
- «Храбрый портняжка» (1964)
- «Пастушка и трубочист» (1965)
- «Приключения запятой и точки» (1965)
- «Про злую мачеху» (1966)
- «Машинка времени» (1967)
- «Шпионские страсти» (1967)
- «Кот в сапогах» (1968)
- «Самый большой друг» (1968)
- «Бременские музыканты» (1969)
- «Фальшивая нота» (1969)
- «Капризная принцесса» (1969)
- «Весёлая карусель» № 2. «Небылицы» (1970)
- «Кентервильское привидение» (1970)
- «Самый главный» (1970)
- «Старая игрушка» (1971)
- «Старая фотография» (1971)
- «Индекс» (1972)
- «Зелёный кузнечик» (1972)
- «Весёлая карусель» № 6. «Не про тебя ли этот фильм?» (1973)
- «Весёлая карусель» № 6. «Кто пасётся на лугу?» (1973)
- «Весёлая карусель» № 6. «Чудо» (1973)
- «Весёлая карусель» № 6. «Небылицы в лицах» (1973)
- «По следам бременских музыкантов» (1973)
- «Как это случилось» (1973)
- «Весёлая карусель» № 6. «Лечение Василия» (1974)
- «Весёлая карусель» № 6. «Путаница» (1974)
- «Дарю тебе звезду» (1974)
- «Мешок яблок» (1974)
- «Комаров» (1975)
- «Я вспоминаю...» (1975)
- «Икар и мудрецы» (1976)
- «Легенда о старом маяке» (1975)
- «Стойкий оловянный солдатик» (1976)
- «Чуридило» (1976)
- «Василиса Прекрасная» (1977)
- «Дед Мороз и серый волк» (1978)
- «Маша больше не лентяйка» (1978)
- «Жирафа и очки» (1978)
- «Дым коромыслом» (1979)
- «Маша и волшебное варенье» (1979)
- «На задней парте (выпуск 1)» (1979)
- «Наш друг Пишичитай (выпуск 2)» (1979)
- «Новый Аладдин» (1979)
- «Наш друг Пишичитай (выпуск 3)» (1980)
- «Однажды утром» (1981)
- «Хитрая ворона» (1980)
- «Мария, Мирабела» (1981)
- «Ничуть не страшно» (1981)
- «Так сойдёт» (1981)
- «Котёнок по имени Гав (выпуск 5)» (1982)
- «Лиса Патрикеевна» (1982)
- «Олимпионики» (1982)
- «Про деда, бабу и курочку Рябу» (1982)
- «Чучело-Мяучело» (1982)
- «Волчище — серый хвостище» (1983)
- «Змей на чердаке» (1983)
- «Снегирь» (1983)
- «Осторожно, обезьянки!» (1984)
- «Медведь — липовая нога» (1984)
- «Ночной цветок» (1984)
- «Разрешите погулять с вашей собакой» (1984)
- «Грибной дождик» (1985)
- «Обезьянки и грабители» (1985)
- «Перфил и Фома» (1985)
- «Академик Иванов» (1986)
- «Весёлая карусель» № 18. «Под ёлкой» (1986)
- «Петух и боярин» (1986)
- «Трое на острове» (1986)
- «Я жду тебя, Кит!» (1986)
- «Как обезьянки обедали» (1987)
- «Как ослик грустью заболел» (1987)
- «Коротышка — зелёные штанишки» (1987)
- «Доверчивый дракон» (1988)
- «Заяц, который любил давать советы» (1988)
- «Котёнок с улицы Лизюкова» (1988)
- «Таракан» (1988)
- «Всех поймал» (1989)
- «Непобедимые тойстеры. Затерянные в Тойберии» (1992)

### Художник
- «Не все дома» (2008)